# System 32

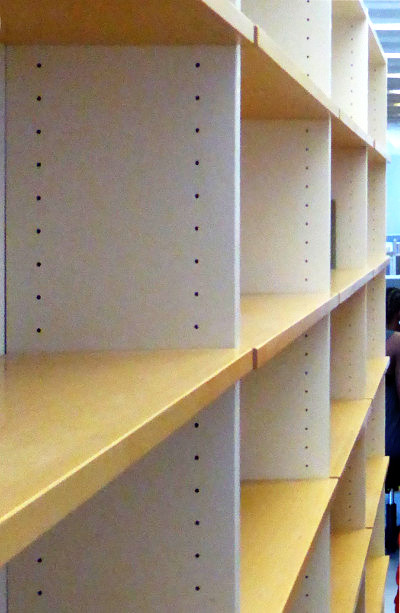
System 32 Bohrungen an einer Regalwand

Das System 32 ist ein Möbelkonstruktions- und Fertigungsprinzip bei der Herstellung von zerlegbaren Möbeln. Kennzeichnend sind die Reihenlochbohrungen im Abstand von 32 mm in den Korpusseiten. Neben dem System 32 gibt es weitere, jedoch seltener anzutreffende Systeme (System 25, ip20 etc.).

## Möbelkorpusbereich
Das von Beschlag-, Maschinen- und Möbelherstellern entwickelte System 32 dient der Vereinheitlichung zum einen von Bauteilabmessungen und zum anderen von Produktionsabläufen. Es ergeben sich fest definierte Größen der Möbelseiten in Höhe und Tiefe/Breite. Die Konstruktionsmerkmale sind:
- Abstand der Bohrungen in der Lochreihe = 32 mm
- Durchmesser der Bohrungen = 5 mm
- Abstand der vorderen Lochreihe zur Vorderkante = 37 mm
- Abstand der vorderen und hinteren Lochreihe = Vielfaches von 32 mm

Mit darauf abgestimmten Beschlägen lassen sich Möbelseiten mit Böden und Rückwänden zu Korpussen und Schrankwänden verbinden und mit ebenfalls auf das System abgestimmten Montageplatten für Türbänder, Schubkastenführungen, Kleiderstangenlagern, Bodenträgern und weiterer Schrankausstattung versehen.
Günstig für eine rationelle Fertigung ist:
- Abstand der ersten Bohrung zur Schrankseitenunterkante = Abstand der letzten Bohrung zur Schrankseitenoberkante: Vereinfachung beim Rüsten (Einstellen) von Reihenlochbohrmaschinen
- Für die Verwendung von Korpussystemverbindern: Abstand der untersten und obersten Bohrung zur jeweiligen Außenkante = Materialstärke minus Vorgabe des Beschlagherstellers, oft die halbe Materialstärke der Böden
- Abstand der hinteren Lochreihe zur Hinterkante/ Rückwand = 37 mm: kein Umrüsten der Bohrmaschine
oder Abstand der hinteren Lochreihe zur Innenkante Rückwand = 37 mm: Erleichterung bei der Montage von Rückwandträgern

## Sonstige Anwendung
Reihenloch- und Durchlaufbohrmaschinen und mit Bohraggregaten ausgestattete CNC-Fräsen für die holzverarbeitende Industrie / das holzverarbeitende Handwerk sind im Normalfall mit mehreren Bohreraufnahmen im 32er Raster bestückt. Da so mehrere Löcher gleichzeitig gebohrt werden können, wird dieses Rastermaß nicht nur im Möbelkorpusbereich verwendet. Auch andere Werkstücke, vor allem bei der Bearbeitung auf CNC gesteuerten Maschinen, werden oft so geplant, konstruiert und programmiert, dass Lochabstände ein Vielfaches von 32 mm aufweisen. So kann besonders bei großen Stückzahlen viel Zeit gespart werden, da die Maschine weniger Bearbeitungspunkte anfahren muss. Ein Beispiel hierfür sind die Rahmen von Lattenrosten die für die Befestigung von Federleisten oder ähnlichen Bauteilen oft eine Lochreihe mit einem Bohrabstand von 64 mm erhalten.
Bei Maschinen mit mehreren Bohraggregaten im 32er Raster sind diese Aggregate aus antriebstechnischen Gründen in der Regel abwechselnd links- / rechtsdrehend.

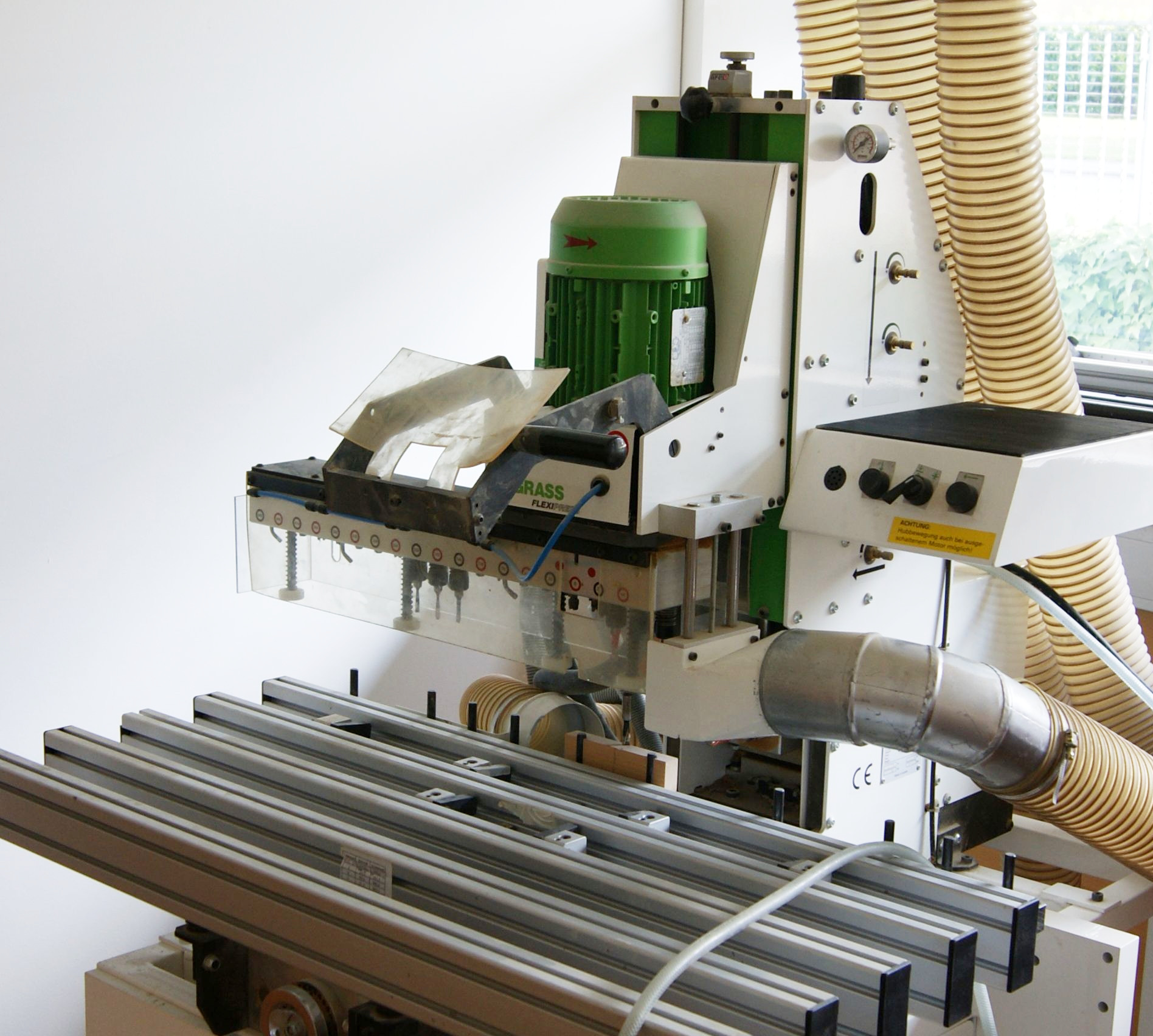
Reihenlochbohrmaschine mit Aufnahmemöglichkeit für 18 Bohrer
Bohren der System 32-Lochreihe auf einer CNC-Maschine
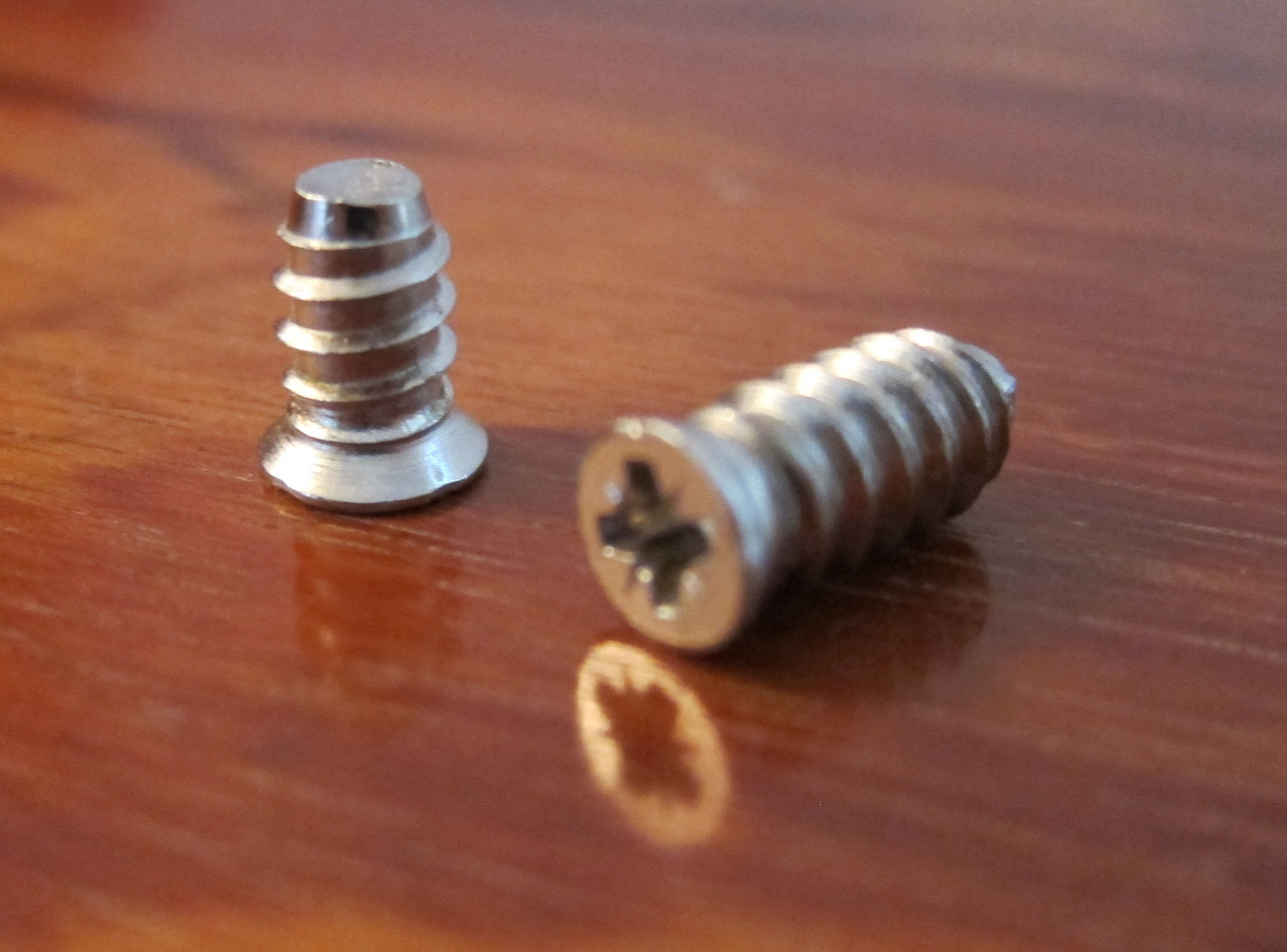
5-mm-Euroschrauben zur Befestigung der auf das System abgestimmten Beschläge